# Давидченко Антон Володимирович
Дави́дченко Анто́н Володи́мирович (нар. 2 жовтня 1985, Одеса, Українська РСР, СРСР) — український колабораціоніст з Росією. Лідер організації «Молодіжна єдність» (рос. Молодежное единство), організатор проросійських мітингів в Одесі 2 травня 2014 року.

## Життєпис
Антон Давидченко народився в Одесі. У 2008 році закінчив Одеський національний університет імені І. І. Мечникова, здобувши освітньо-кваліфікаційний рівень магістра історії. По закінченню вступив до аспірантури університету. Під час навчання працював консультантом PR-агенції «Q-5». У вересні 2008 року став Головою Одеської обласної громадської організації «Колокол». З 2010 по 2012 рік був членом Національної спілки журналістів України.
Наприкінці 2011 року громадська організація «Колокол» під керівництвом братів Давидченків була замішана у сприянні меру Одеси Олексію Костусєву у відчуджені 46 соток земельних ділянок на березі моря в районі Відради, в результаті чого одне з найулюбленіших місць відпочинку одеситів опинилося в руках підставних осіб.
Організаціям Давидченка приписують співпрацю з багатьма відомими політсилами. Зокрема, він співпрацював зі скандально відомим одеським депутатом Ігорем Марковим, беручи участь у штурмі будівлі УВС 23 жовтня 2013 року після арешту Маркова. За часів управління Міністерством освіти та науки України Дмитром Табачником, Давидченко обіймав посаду заступника Голови громадської ради при профільному міністерстві.
Під час проросійських виступів в Україні у лютому-березні 2014 року радикальна організація «Молодіжна єдність», що підпорядковувалася Антону Давидченку, стала основною рушійною силою проросійського руху в Одесі. Під прикриттям ідей недопущення у місто радикальних українських націоналістів та «бандерівців», Давидченко закликав до федералізації України та відділення Одещини до новоствореного регіону. 28 лютого активісти «Молодіжної єдності» спільно з невідомими побили журналістів, що прийшли до мерії на засідання представників координаційних рад. 1 березня ними було влаштоване зібрання поблизу Куликового поля, на якому мітингувальники висловили свій протест політиці центральної влади і підтримку народу Криму та новому керівництву півострова. Крім того, вони вимагали надання російській мові статусу другої державної, федералізації країни і т. д. 3 березня того ж року Давидченко з однодумцями узяв штурмом будівлю Одеської ОДА, після чого над нею було піднято прапор Росії. Як зауважив пізніше сам Антон — підняття «триколора» було провокацією, за яку він відповідальності не несе.
17 березня 2014 року Антона Давидченка було затримано співробітниками СБУ. Під будівлею Управління Служби безпеки зібрався мітинг його прихильників, які вимагали відпустити Давидченка з-під варти. За словами адвоката активіста, його одразу ж вивезли з Одеси до Києва. Матір Антона перед телекамерами пообіцяла спалити себе біля пам'ятника Дюку.